# Pakistanska muslimska förbundet – L
Pakistanska muslimska förbundet – Lotagruppen är ett politiskt parti i Pakistan, bildat i maj 2004 genom samgående mellan följande partier:
- Pakistanska muslimska förbundet – Q
- Pakistanska muslimska förbundet – F
- Pakistanska muslimska förbundet – J
- Pakistanska muslimska förbundet – Z
- Pakistanska muslimska förbundet – Jinnah
- Millatpartiet
- National People's Party
- Sindh Democratic Alliance

I valet den 18 februari 2008 fick partiet 7 432 918 röster (24 %) och blev med sina 42 mandat landets näst största parti.